# José María Franquet Martínez
José María Franquet Martínez   (Tortosa, 1910 - 1984) va ser un arquitecte i empresari agrícola català, nascut a Tortosa i titulat a l'Escola d'Arquitectura de Barcelona el 1935. L'any 1964 va obtenir el grau de doctor arquitecte.

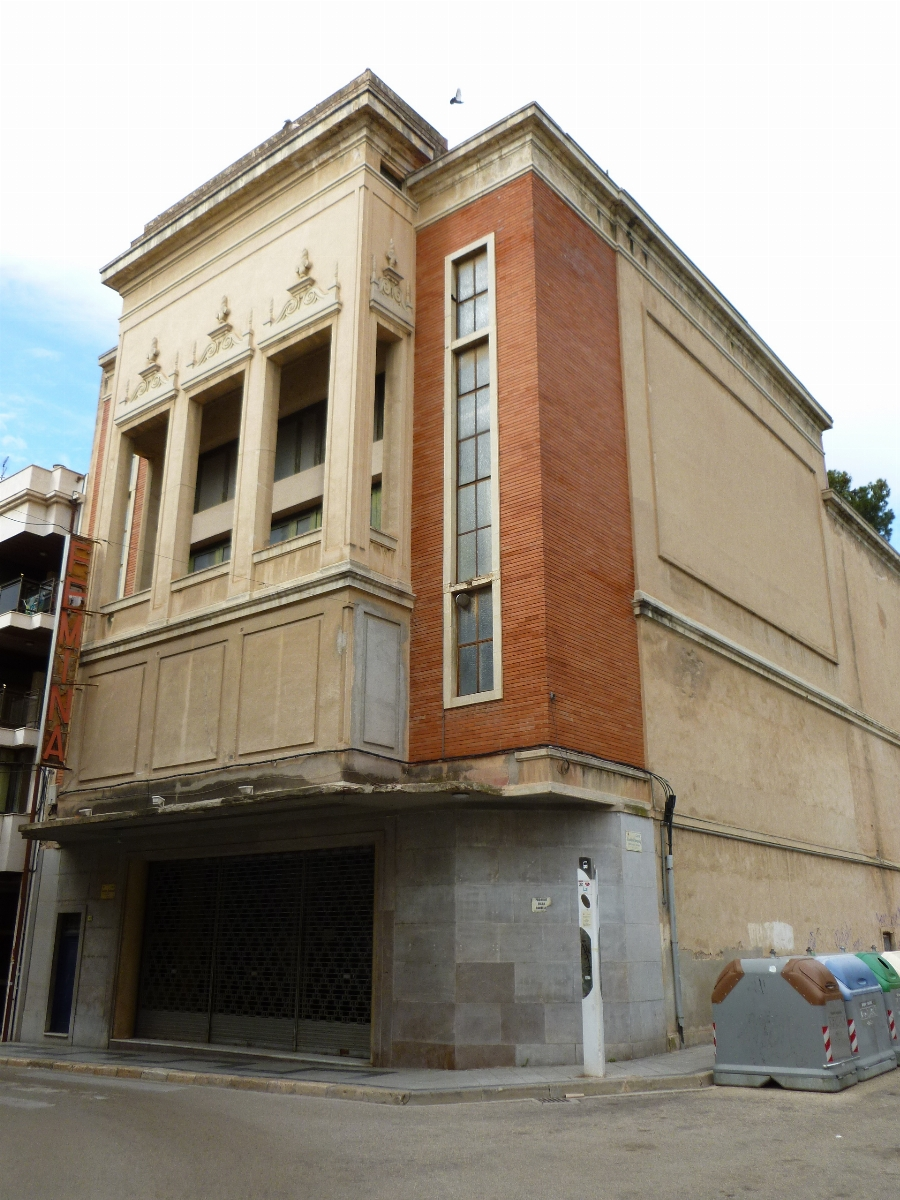
Cinema Fèmina, Tortosa (1943)

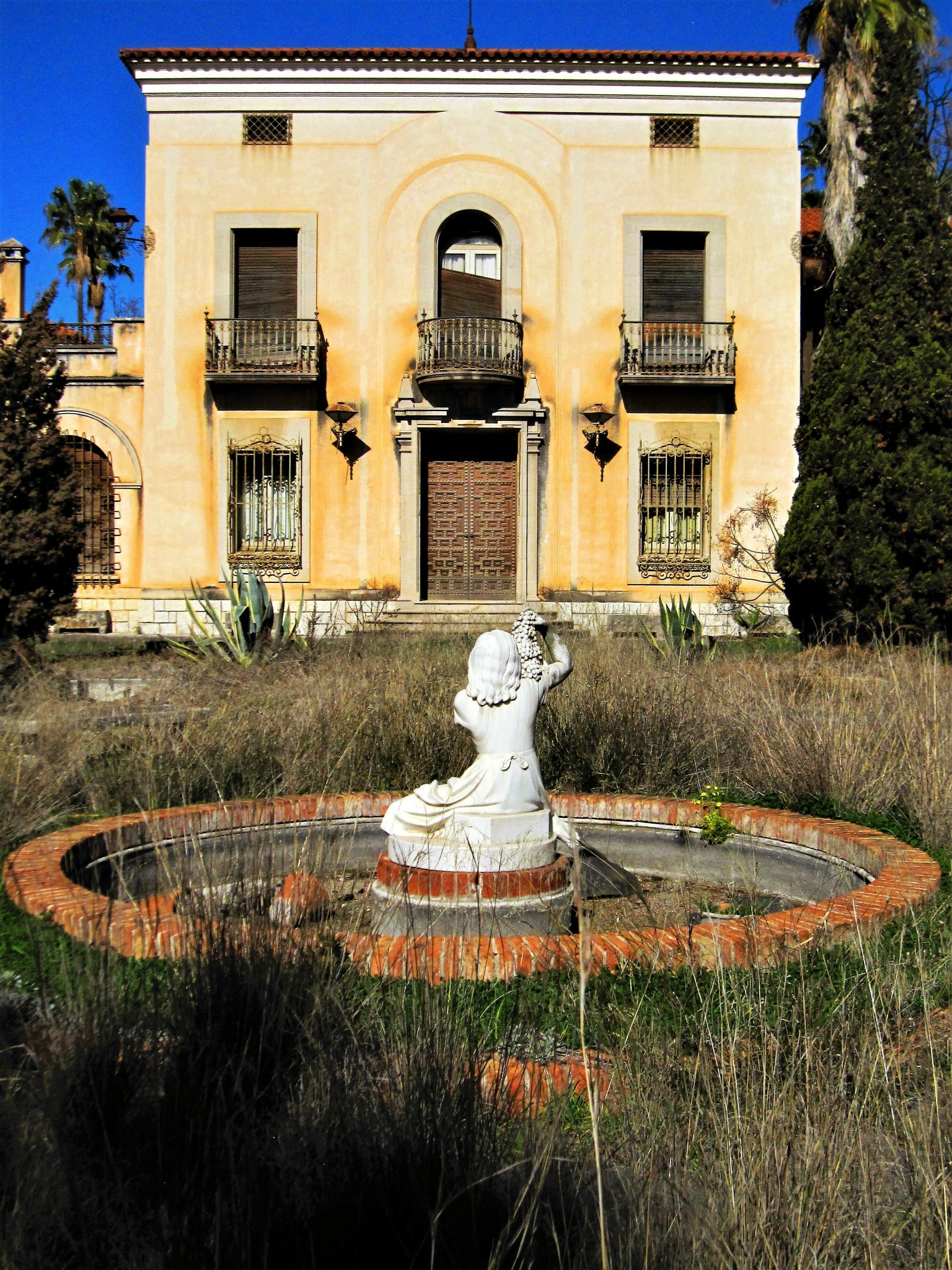
Casa Fontcuberta, Benicarló

Arquitecte municipal de Roquetes, Amposta, Llinars del Vallès i Vinaròs, va projectar i construir alguns dels edificis més destacables de les comarques meridionals de Catalunya i de les septentrionals del País Valencià entre el 1939 i el 1984. La seva obra es pot consultar als fons de l'arxiu històric del Col·legi d'Arquitectes de Catalunya.

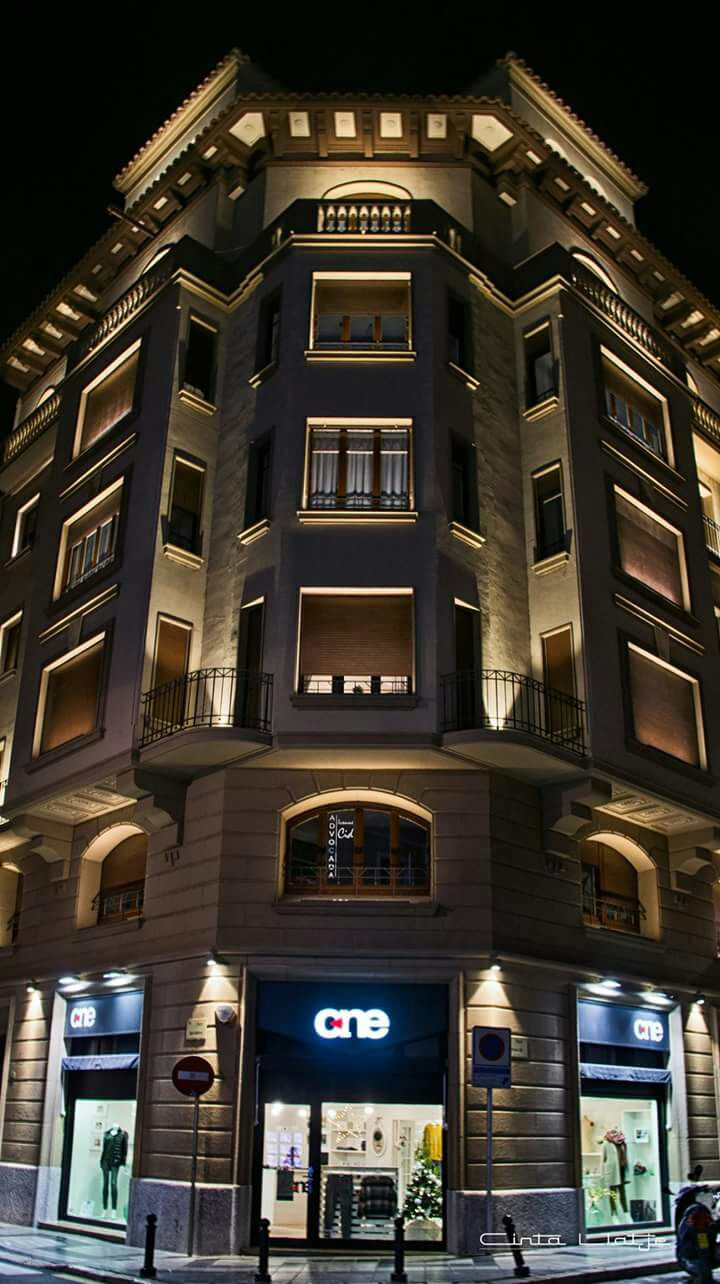
Casa Algueró, a la plaça d'Alfons XII de Tortosa, obra de l'arquitecte Franquet.

Es poden destacar, entre d'altres, la Casa Fontcuberta, de Benicarló, publicada a la revista Cuadernos de Arquitectura l'any 1945; els cinemes Niza i Cinema Fèmina, de Tortosa; les cases Algueró, Borràs, Capitán i les Noves Galeries o la clínica Lluch, també de la ciutat de l'Ebre; la Casa Barberà, el cinema Catalunya i l'església del Reval de Crist, a Roquetes; la casa Roig-Escrivà, el Col·legi Cervantes o el cinema Òscar, d'Amposta; el bloc de pisos promogut per La Caixa a Gandesa i diversos xalets i cases en zones residencials d'aquest territori. També va edificar a grans capitals, com ara Barcelona.
Per motius familiars, a partir de la dècada de 1950 va treballar bàsicament a les Terres de l'Ebre, però no només com a arquitecte; Franquet va dissenyar mobles, xemeneies i va treballar la pedra en sec. Així mateix, va dissenyar hotels i va construir fàbriques, camins, carreteres, ponts i fins i tot sistemes de sanejament i de reg agrícola. El seu ingent potencial creador va fer de Franquet un referent incontestable de l'arquitectura de post-guerra a les comarques del sud de Catalunya.
Es va casar l'any 1947 amb Ma. Eugènia Bernis de Jorge, amb qui va tenir sis fills, el primogènit dels quals és l'enginyer Josep Maria Franquet Bernis.